# 1465
Năm 1465 là một năm trong lịch Julius.